# Qaradağ (Ağsu)
Qaradağ è un comune dell'Azerbaigian situato nel distretto di Ağsu. Conta una popolazione di 443 abitanti.